# Florencia (Caquetá)
Florencia is een stad en gemeente in Colombia en is de hoofdplaats van het departement Caquetá. In 2012 telde Florencia 163.323 inwoners.
De stad ligt aan de rivier de Orteguaza. Florencia werd op 25 december 1902 door Doroteo De Pupiales (1876-1959) gesticht.

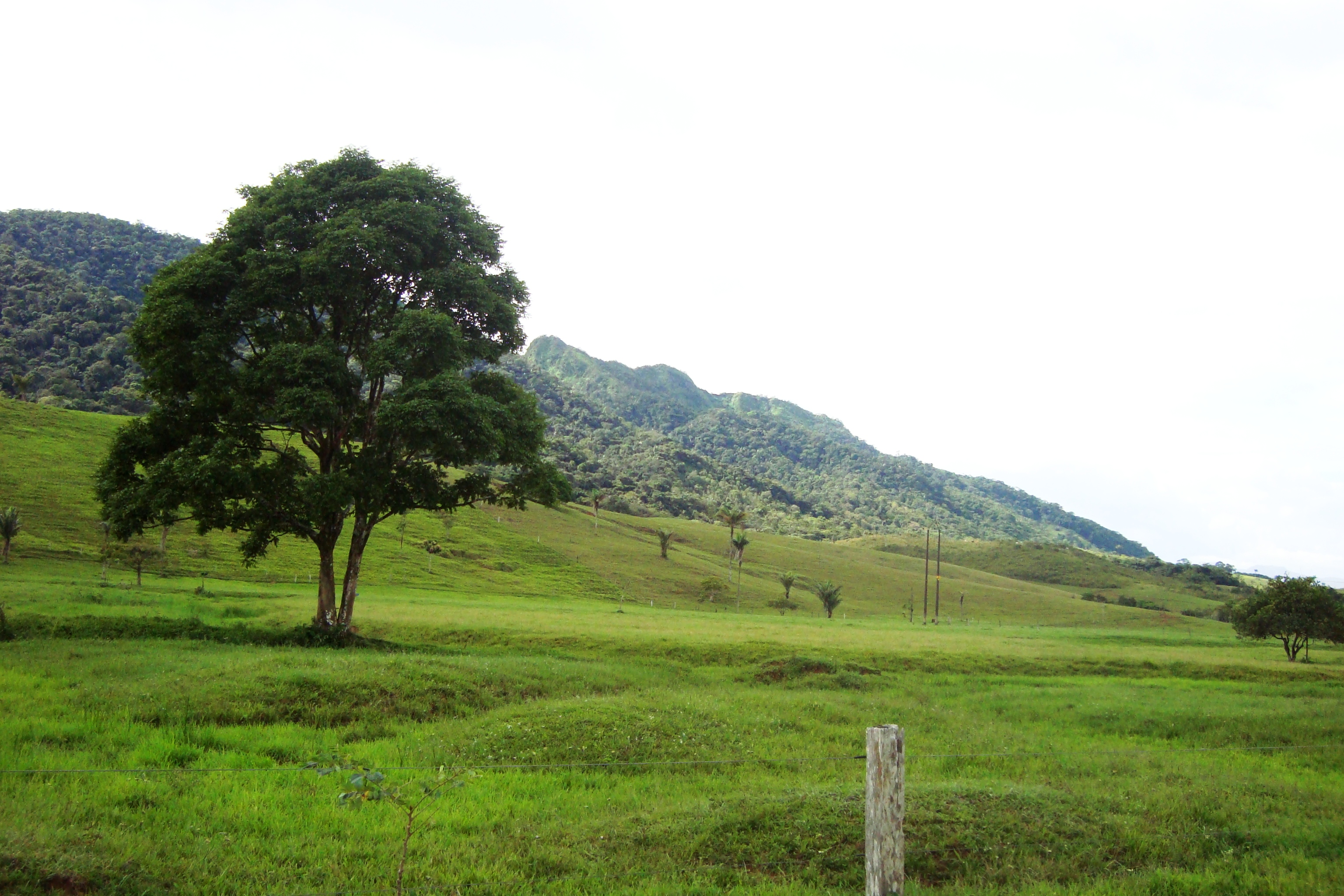
Agrarisch gebied